# 195900 Rogersudbury
195900 Rogersudbury è un asteroide della fascia principale. Scoperto nel 2002, presenta un'orbita caratterizzata da un semiasse maggiore pari a 3,2353180 UA e da un'eccentricità di 0,1221381, inclinata di 6,73034° rispetto all'eclittica.